# .44 Magnum
.44 Remington Magnum, ili jednostavnije .44 Magnum, je krupni metak izvorno napravljen za revolvere. Nakon uvođenja, bio je brzo je uveden u uporabu za karabine i puške. Jedan je od najpopularnijih i vrlo poznatih većih metaka. Pucanje .44 Magnumom iz pištolja i revolvera uzrokuje veliki trzaj i veliki vatreni bljesak od pucnja, ali je precizan. .44 Magnum bio veoma popularan kod strijelaca-pucača nakon što ga se uvelo u uporabu.

## .44 Magnum u popularnoj kulturi
Veliku je pozornost dobio u javnosti 1971. kad se istaknuo u američkom kriminalističkom trileru Prljavi Harry (i u ostala 4 nastavka) u kojima je poznati glumac Clint Eastwood glumio detektiva koji se ponosio svojim Smith & Wesson Model 29.

## Oružja kalibrirana za .44 Magnum
- IMI Desert Eagle
- Colt Anaconda
- Smith & Wesson Model 29
- .44 AutoMag
- Marlin Model 1894

## Vanjske poveznice
|  | Zajednički poslužitelj ima još gradiva o temi .44 Magnum |